# Karabinek AKS-74U
AKS-74U (ros. АКС-74У) – subkarabinek opracowany w ZSRR pod koniec lat 70 XX w., skrócona wersja karabinka automatycznego AK-74. AKS-74U został skonstruowany jako broń dla załóg czołgów, artylerzystów, pilotów śmigłowców oraz żołnierzy Specnazu. Docelowo jest bronią przeznaczoną do samoobrony i walki na krótkich dystansach (np. w pomieszczeniach).

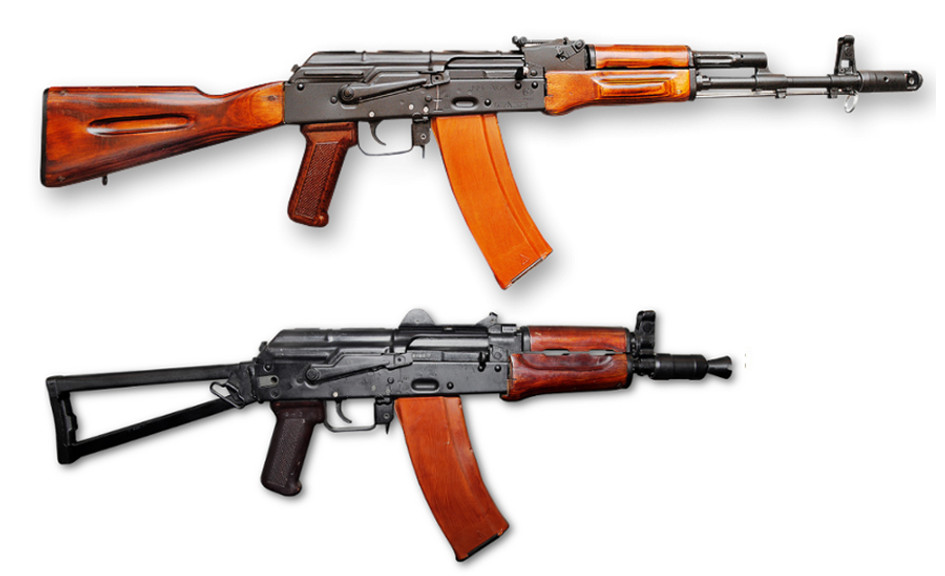
Porównanie AK-74 z AKS-74U

Budowa AKS-74U jest zbliżona do AK-74. Modyfikacje wynikają ze skrócenia lufy, co wiązało się z koniecznością skrócenia tłoczyska i zastosowania specjalnego urządzenia wylotowego zapewniającego działanie broni pomimo skrócenia lufy, a także pełniącego rolę tłumika płomieni. Ponieważ donośność skuteczna AKS-74U jest znacznie mniejsza niż AK-74, uproszczono także przyrządy celownicze, zastępując celownik krzywkowy przerzutowym. W celu wydłużenia linii celowniczej celownik przeniesiono na pokrywę komory zamkowej.

## Wersje
- AKS-74U – wersja podstawowa.
- AKS-74UN – wersja wyposażona w boczną szynę do montażu celowników.
- AKS-74UB – wersja przystosowana do montażu tłumików dźwięku PBS-4 lub PBS-5. Często używana w połączeniu z wyciszonym granatnikiem GSN-19[potrzebny przypis].